# Републикански път III-1024
Републикански път IIІ-1024 е третокласен път, част от Републиканската пътна мрежа на България, на територията на област Монтана, Община Георги Дамяново. Дължината му е 21,4 km.
Пътят се отклонява надясно при 65,6 km на Републикански път III-102 северно от село Гаврил Геново, минава през западната част на селото и се насочва на юг, нагоре по долината на река Дългоделска Огоста (десен приток на река Огоста) през Чипровска планина (част от Западна Стара планина). Преминава последователно през селата Георги Дамяново, Говежда и Дълги дел и завършва при бившата гранична застава, разположена на 3 km южно от село Дълги дел.
| Пътища, отклоняващи се надясно (населено място, № на пътя, посока на пътя) | km   | Пътища, отклоняващи се наляво (посока на пътя, № на пътя, населено място) |
| -------------------------------------------------------------------------- | ---- | ------------------------------------------------------------------------- |
| Община Георги Дамяново, III-102, 65,6 km →                                 | 0,0  | → 65,6 km, III-102, Община Георги Дамяново                                |
| с. Гаврил Геново                                                           | 0,7  | с. Гаврил Геново                                                          |
| с. Георги Дамяново                                                         | 2,9  | с. Георги Дамяново                                                        |
| (за с. Помеждин) общински път ←                                            | 4,2  |                                                                           |
| с. Меляне                                                                  | 6,1  | с. Меляне                                                                 |
| (за с. Еловица) общински път ←                                             | 9,7  |                                                                           |
| (за с. Главановци) общински път ←                                          | 11,3 |                                                                           |
| с. Говежда                                                                 | 14,5 | с. Говежда                                                                |
| (за с. Дива Слатина) общински път ←                                        | 16,4 |                                                                           |
| с. Дълги дел                                                               | 18,4 | с. Дълги дел                                                              |
| Гранична застава                                                           | 21,4 | Гранична застава                                                          |